# Gora Palec
Gora Palec (englische Transkription von russisch Гора Палец Gora Palez, deutsch ‚Finger-Berg‘) ist ein Nunatak im ostantarktischen Mac-Robertson-Land. Er ragt südöstlich des Mount Scherger im südlichen Teil der Prince Charles Mountains auf.
Russische Wissenschaftler benannten ihn deskriptiv.